# Hans Albert Einstein
Hans Albert Einstein (14. května 1904 Bern – 26. července 1973 Woods Hole) byl švýcarsko-americký vědec, první syn Alberta Einsteina a Milevy Marić.

## Mládí
Hans se narodil 14. května 1904 v Bernu, ve Švýcarsku, kde pracoval jeho otec na patentovém úřadě. Jeho mladší bratr, Eduard Einstein, se narodil v roce 1910 a zemřel roku 1965. Hans měl ještě starší sestru – Lieserl Einstein, ale o té se z historie neví mnoho. Rodiče žili v období první světové války odděleně a v roce 1919 se rozvedli.

## Smrt
Hans Albert Einstein zemřel 26. července 1973 ve věku 69 let na selhání srdce. Stalo se tak ve Woods Hole, ve státě Massachusettss, v USA.